# Kržišče pri Čatežu
Kržišče pri Čatežu je naselje v Občini Litija.